# 蜂王酸
蜂王酸（英語：Queen bee acid），化学名10-羟基-2-癸烯酸（英語：10-hydroxy-2-decenoic acid，缩写10-HDA）是一种Ω-羟基酸，也是α-不饱和羧酸，化学式HO(CH2)7CH=CHCOOH，是蜂王漿中的生物活性物质。